# Scarabaeus confusus
Scarabaeus confusus là một loài bọ cánh cứng trong họ Bọ hung (Scarabaeidae).